# Siyabonga Mdluli
Siyabonga Mdluli (ur. 27 sierpnia 1986) – suazyjski piłkarz grający na pozycji obrońcy. Od 2016 jest zawodnikiem klubu Mbabane Swallows FC.

## Kariera klubowa
Swoją karierę piłkarską Mdluli rozpoczął w klubie Green Mamba FC. W sezonie 2008/2009 zadebiutował w jego barwach w pierwszej lidze suazyjskiej. W sezonie 2010/2011 wywalczył z nim mistrzostwo kraju, a w sezonie 2011/2012 zdobył Puchar Eswatini. W 2016 przeszedł do Mbabane Swallows FC. Wraz z nim dwukrotnie został mistrzem kraju w sezonach 2016/2017 i 2017/2018 oraz wicemistrzem w sezonie 2019/2020.

## Kariera reprezentacyjna
W reprezentacji Eswatini Mdluli zadebiutował 5 września 2010 w przegranym 0:3 meczu kwalifikacji do Pucharu Narodów Afryki 2012 z Ghaną. Od 2010 do 2016 wystąpił w kadrze narodowej 30 razy.